# برايان كولون
برايان كولون هو سياسي أمريكي، ولد في 1970 في نيويورك في الولايات المتحدة. نشط حزبياً في الحزب الديمقراطي.